# JT 42CW
JT 45CW est une série de locomotive diesel en service au sein des chemins de fer israéliens depuis 1996.

## Histoire
Cette série a été construite par l'usine meinfesa d'Alstom dans l'usine de Valence en Espagne. Elle est motorisée par General Motors ; un moteur diesel EMD 710 alimente en électricité quatre moteurs D78.
Elle a été commandée au cours des années 1990, pour assurer les lourds trains de phosphate entre la mer Morte et la Méditerranée. Ils sont chargés de 3 000 tonnes et accusent des rampes jusqu'à 20 pour mille. Elle a donné la série dérivée JT 42BW, une Bo'Bo' destinée au trafic voyageur.

## Caractéristiques

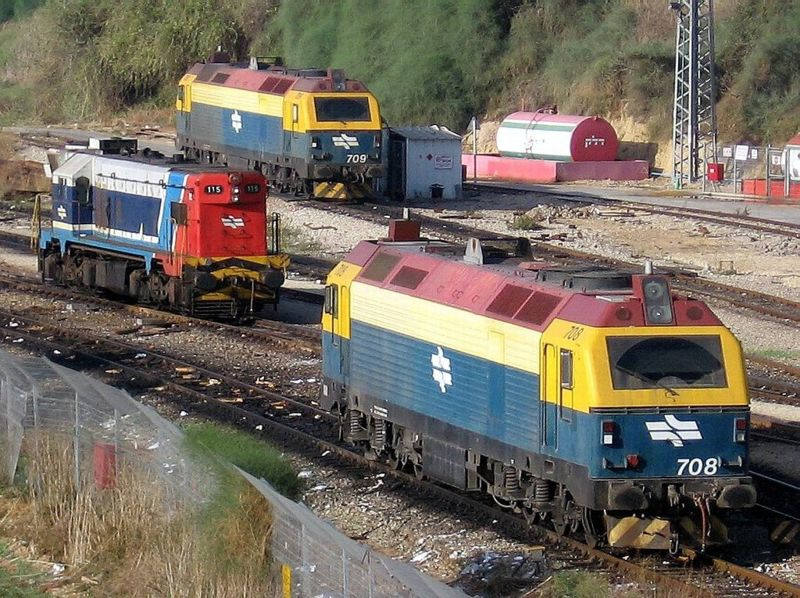
JT 42CW no 708 et 709 sur un grill diesel.